# سمر بيشيل
سمر ياسمين بيشيل (بالإنجليزية: Summer Yasmine Bishil)‏ (ولدت في 17 يوليو 1988) ممثلة أمريكية وصلت للشهرة بدور ياسيرا (Jasira) في فيلم تاولهيد. ومن مثلت دور آزولا في فيلم ذا لاست إيربندر لمخرج إم. نايت شيامالان.

## نشأتها
ولدت سمر في باسادينا، كاليفورنيا وهي الصغرى بين ثلاثة أطفال، أمها أمريكية وأبوها من الهند في 1991، عندما كان عمر سمر ثلاث سنوات، انتقلت عائلتها إلى المملكة العربية السعودية للعمل، وبعدها إلى البحرين، حيث حظرت مع شقيقها الأكبر في مدارس البحرين.
عادت عائلتها إلى كاليفورنيا في 2002، حيث أكملت دراستها المستقلة في المدرسة الثانوية. وصرحت أن العودة لم تكن سهلة:«في البداية واجهت صعوبة في الاندماج، وهذا يجعلك تفكر من أنت وأين أنت.»

## حياتها المهنية
بدأت سمر تدرس التمثيل عندما كانت في عمر الرابعة عشر، بعد تسعة أشهر وقعت أول عقد مع مدير وكالة للتمثيل. كان دورها المهم الأول في مسلسل على قناة «نيكولوديون» (Nickelodeon) (قناة أمريكية مخصصة للأطفال) اسمه «جست فور كيكس» (Just for Kicks), لم يعرض المسلسل طويلا حيث ألغته القناة.
ظهرت في برامج ومسلسلات للأطفال منها «هانا مونتانا» (Hannah Montana) إلى أن حصلت على الدور الرئيسي في فيلم «تاولهيد».

## مواقع خارجية
- سمر بيشيل على موقع IMDb (الإنجليزية)
- سمر بيشيل على موقع ألو سيني (الفرنسية)
- سمر بيشيل على موقع ميوزك برينز (الإنجليزية)
- سمر بيشيل على موقع تيرنر كلاسيك موفيز (الإنجليزية)
- سمر بيشيل على موقع أول موفي (الإنجليزية)
- سمر بيشيل على موقع قاعدة بيانات الأفلام السويدية (السويدية)
- سمر بيشيل على موقع قاعدة بيانات الفيلم (الإنجليزية)
- سمر بيشيل على موقع كينوبويسك (الروسية)

1. ↑  Jones, Michael, "Summer Bishil; 'Nothing is Private' starlet living the dream", Daily Variety, October 19, 2007
2. ↑  "Arabian business.com". مؤرشف من الأصل في 2008-12-15. اطلع عليه بتاريخ 2008-07-21.